# Jean-Pierre Sauvage

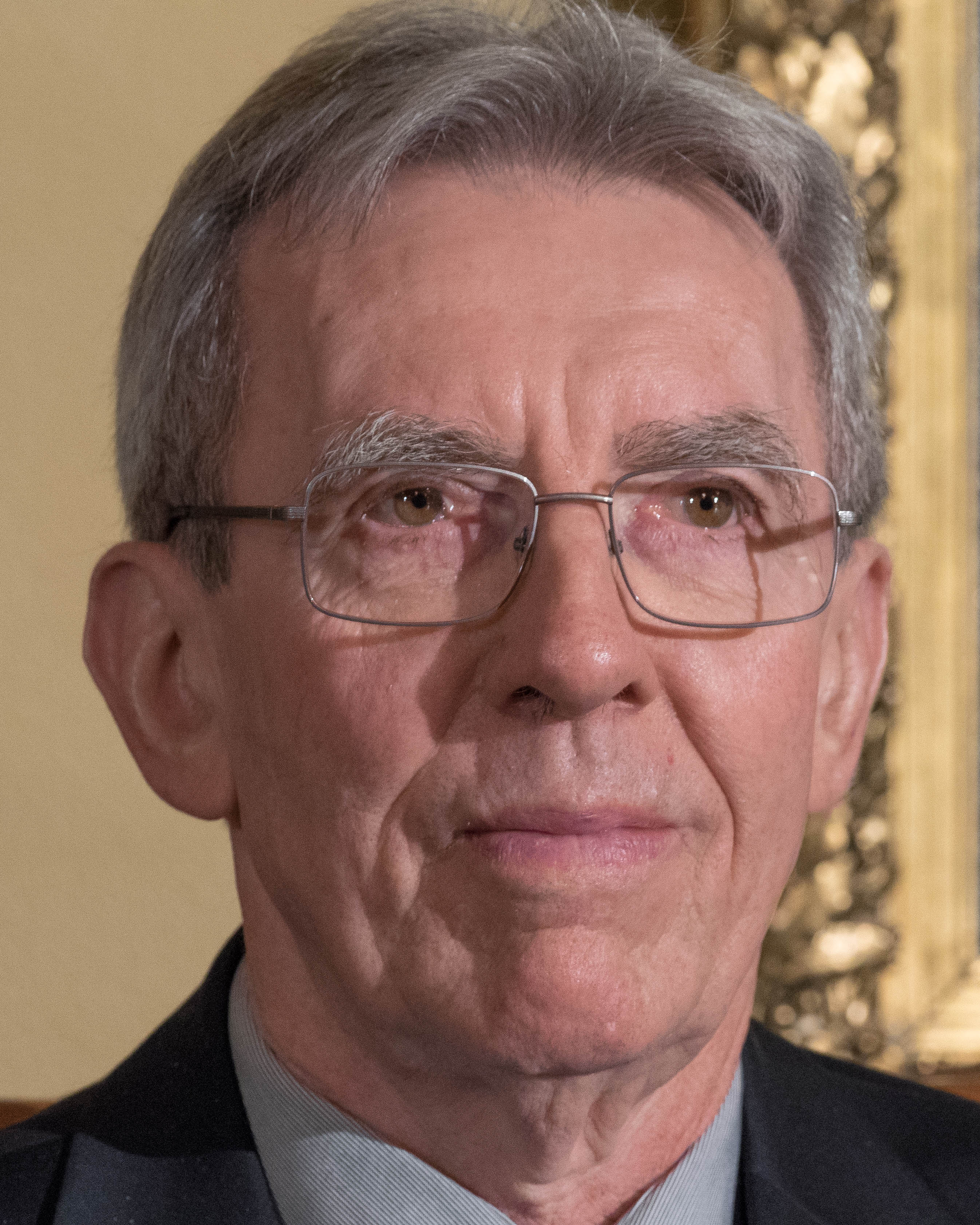
Jean-Pierre Sauvage (2016)

Jean-Pierre Sauvage (* 21. Oktober 1944 in Paris) ist ein französischer Chemiker (Supramolekulare Chemie). Er ist ein Pionier auf dem Gebiet mechanisch verzahnter molekularer Strukturen (Mechanically Interlocked Molecules, MIM), wie Ketten-Bildungen und Molekülen mit Topologie von Knoten. 2016 erhielt er mit Fraser Stoddart und Ben Feringa den Nobelpreis für Chemie für „das Design und die Synthese von molekularen Maschinen“.

## Leben und Werk

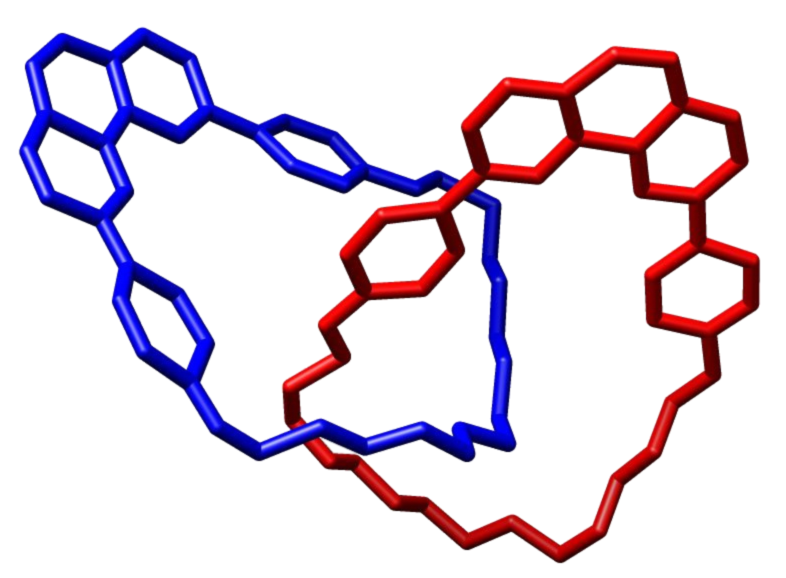
Catenan-Struktur nach Sauvage u. a., 1985

1967 absolvierte er die Nationale Chemie-Schule in Straßburg (heute ECPM Strasbourg). Sauvage wurde an der Universität Straßburg bei Jean-Marie Lehn promoviert und war als Post-Doktorand an der Universität Oxford bei M. L. H. Green. Danach ging er wieder nach Straßburg, wo er ab 1971 für das CNRS forschte, ab 1979 im Rang eines Directeur de recherche. 1981 wurde er Professor in Straßburg. 2009 wurde er emeritiert.
2009/2010 war er Gastprofessor an der Universität Zürich, an der er 2010 Ehrendoktor wurde, und 2010 bis 2012 Gastwissenschaftler an der Northwestern University.
Er ist an Anwendungen wie dem Nachbau photosynthetisch aktiver Reaktionszentren mit Übergangsmetall-Komplexen und Porphyrinen interessiert und an der Topologie molekularer Maschinen, molekularer Schalter und synthetischer molekularer Motoren. 1983 veröffentlichte er eine revolutionäre neue Syntheseroute für Catenane über Metallkomplex-Template und ihm gelang auf ähnliche Weise 1989 die Synthese eines molekularen Knotens mit Christiane Dietrich-Buchecker (Kleeblatt-Knoten). Ab Anfang der 1990er Jahre synthetisierte er systematisch Catenane mit bis zu sieben Ringen.

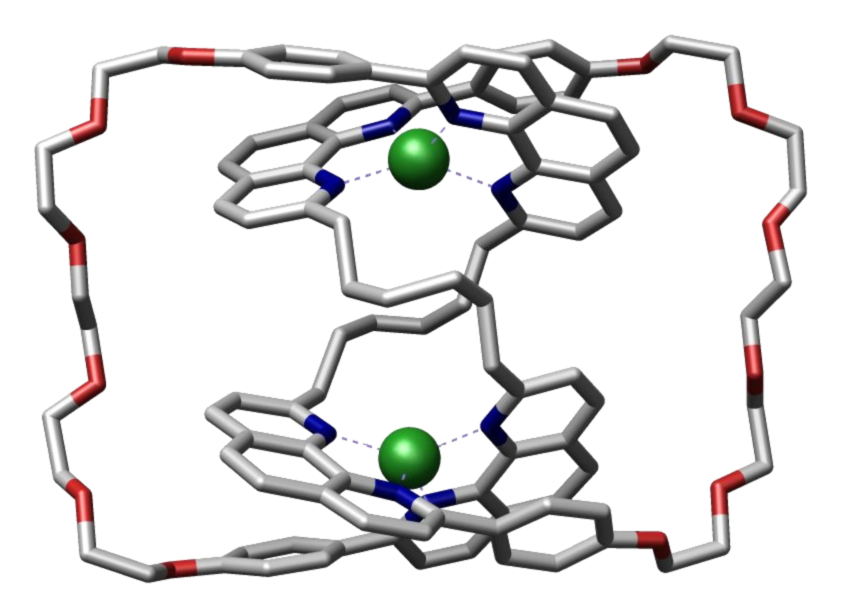
Kleeblattknoten-Molekül nach Sauvage u. a., 1993

Catenane und Rotaxane (von Fraser Stoddart entwickelt), die nicht durch starre kovalente Bindungen gekoppelt sind, sondern mechanisch, was ihnen Bewegungsspielraum verschafft, sind Ausgangspunkte der Entwicklung von künstlichen molekularen Schaltern (Stoddart) und Motoren (zuerst Ben Feringa 1999).
Sauvage erhielt die Prelog-Medaille. Er ist seit 1990 korrespondierendes und seit 1997 volles Mitglied der Académie des sciences, seit 2019 ausländisches Mitglied der National Academy of Sciences. 2016 wurde er als auswärtiges Mitglied in die Russische Akademie der Wissenschaften aufgenommen. Er ist Ritter der Ehrenlegion und erhielt 1978 die Bronzemedaille und 1988 die Silbermedaille des CNRS.
2020 wurde ihm der japanische mehrfarbige Orden der Aufgehenden Sonne am Band verliehen.

## Schriften
- Jean-Pierre Sauvage, Christiane Dietrich-Buchecker (Hrsg.): Molecular Catenanes, Rotaxanes and Knots, Wiley-VCH 1999